# کپورماهی‌سانان
کپورماهی‌سانان (نام علمی: Cypriniformes) نام یک راسته از زیررده نوبالگان است.